# Stenhelia giesbrechti
Stenhelia giesbrechti är en kräftdjursart som först beskrevs av T. Scott 1896.  Stenhelia giesbrechti ingår i släktet Stenhelia och familjen Diosaccidae. Inga underarter finns listade i Catalogue of Life.